# Henryk Hałas
Henryk Hałas (ur. 16 lutego 1922 w Piechcinie, zm. 31 stycznia 1980 pod Gąbinem) – polski polityk. W latach 1961–1980 poseł na Sejm PRL III, IV, V, VI i VII kadencji. 

## Życiorys
W 1937 zaczął pracować jako uczeń w laboratorium. Podczas okupacji był pracownikiem fizycznym. Po II wojnie światowej uzyskał świadectwo dojrzałości. W 1954 uzyskał dyplom inżyniera ceramika na Wydziale Ceramicznym Akademii Górniczo-Hutniczej w Krakowie.
Od 1948 do 1980 był dyrektorem Kombinatu Cementowo-Wapienniczego Kujawy w Bielawach (z przerwą w latach 1955–1956, gdy był dyrektorem Centralnego Zarządu Przemysłu Wapienniczego i Gipsowego w Krakowie). Podejmował starania związane z uzyskaniem praw miejskich dla Piechcina.
Od 1945 należał do Polskiej Partii Robotniczej. Był sekretarzem podstawowej organizacji partyjnej w swoim zakładzie pracy, a także członkiem Komitetu Powiatowego w Szubinie. Od początku działał w Polskiej Zjednoczonej Partii Robotniczej, gdzie także zasiadał w KP w Szubinie, jak również w Komitecie Zakładowym w Bielawach. Od 1958 pozostawał członkiem Komitetu Wojewódzkiego PZPR w Bydgoszczy.
1 września 1951 doznał złamania obojczyka w wypadku kolejowym w Łojewie.
Zginął w wypadku samochodowym 31 stycznia 1980. Został pochowany na cmentarzu w Pakości.

## Odznaczenia
- Order Sztandaru Pracy I klasy
- Order Sztandaru Pracy II klasy
- Krzyż Komandorski Orderu Odrodzenia Polski
- Krzyż Oficerski Orderu Odrodzenia Polski
- Złoty Krzyż Zasługi
- Srebrny Krzyż Zasługi
- Medal 10-lecia Polski Ludowej
- Medal 30-lecia Polski Ludowej
- Odznaka 1000-lecia Państwa Polskiego